# Arno Sachse
Arno Gustav Sachse (* 20. Oktober 1914 in Leipzig; † 15. November 1982) war ein deutscher Philosoph.

## Leben
Von 1934 bis 1937 studierte er an der Universität Leipzig Deutsch, Geschichte, Englisch und am Pädagogischen Institut Leipzig als Volksschullehrer mit Wahlfach Musik. Von 1971 bis 1973 lehrte er als Professor für Philosophie und Deutsche Geistesgeschichte, Auslands- und Dolmetscherinstitut Germersheim und von 1973 bis 1979 als Professor für Philosophie und Deutsche Geistesgeschichte, FB 23 Angewandte Sprachwissenschaft der Universität Mainz.

## Schriften (Auswahl)
- Der Entwicklungsgedanke bei Schiller. Langensalza 1940.
- als Herausgeber: Klopstock. Eine Auswahl aus Werken, Briefen und Berichten. Berlin 1956, OCLC 1087629044.
- Frau Rat Goethe. Ihr Leben in Bildern. Leipzig 1957, OCLC 20882385.
- „Unbewältigte Vergangenheit“ als pädagogisches Problem. Rottenburg am Neckar 1961, OCLC 164118319.